# Politique de l'eau en France
La politique de l'eau d'un pays est l'ensemble des mesures, des lois et des réglementations visant à gérer et à protéger les ressources en eau du pays. Elle vise à assurer une utilisation durable et équitable de l'eau pour répondre aux besoins humains, environnementaux et économiques.
En France, la politique des eaux continentales est fondée sur quatre grandes lois et encadrée par la directive-cadre européenne sur l’eau publiée en 2000. La loi de 1964  pose le principe d’une gestion de l’eau par grands bassins versants, les bassins hydrographiques, suivant le découpage naturel des bassins versants des grands fleuves français. La loi de 1992 organise la planification dans le domaine de l’eau en créant un schéma directeur d'aménagement et de gestion des eaux (SDAGE) au niveau de chaque bassin hydrographique, élaborés par des comités de bassin, véritables parlements locaux de l’eau qui réunissent des représentants des collectivités, de l’État, des usagers (industriels, agriculteurs, consommateurs) et des associations. La loi de 2004 transpose la directive-cadre sur l'eau (DCE) prise par l’Europe en 2000 et oriente toute la politique de l’eau vers des objectifs de résultat, parmi lesquels l'atteinte du bon état des eaux à l’horizon 2015. Depuis cette date. La loi de 2006 refonde les principes de tarification de l’eau, notamment afin de garantir une plus grande transparence au consommateur. D'autres lois viennent compléter le dispositif, soit découlant de la transposition de directives-filles de la DCE de 2000, soit propre à l'organisation de la France.
La Stratégie nationale pour la mer et le littoral (SNML) explicitée dans un décret du 23 février 2017 fixe l'ambition maritime de la France sur le long terme. Elle est déclinée régionalement dans des Documents stratégiques de façade (DSF) pour chaque façade maritime en Métropole (Manche Est – Mer du Nord, Nord Atlantique – Manche Ouest, Sud Atlantique, Méditerranée) et Outre-mer. En 2023 est présentée la deuxième version de cette stratégie applicable sur la période 2023-2029.
La politique de l'eau comporte un volet de coopération internationale, un volet de recherche et un volet de prospective.
Le réchauffement climatique ayant des répercussions sur les ressources en eau, la politique de l'eau présente des dispositions communes avec la politique climatique de la France, notamment avec le Plan national d'adaptation au changement climatique qui est décliné au niveau de chaque entité administrative, mais aussi de chaque bassin.
Ainsi la politique de l’eau est à la fois déconcentrée et décentralisée. Elle offre toutefois un exemple de décentralisation inachevée, confiant des responsabilités importantes aux collectivités locales conjuguées à une intervention permanente de l’État, qui manque de cohérence. L’intervention des collectivités locales souffre de son morcellement et elle est trop souvent conduite à une échelle géographique inadaptée.

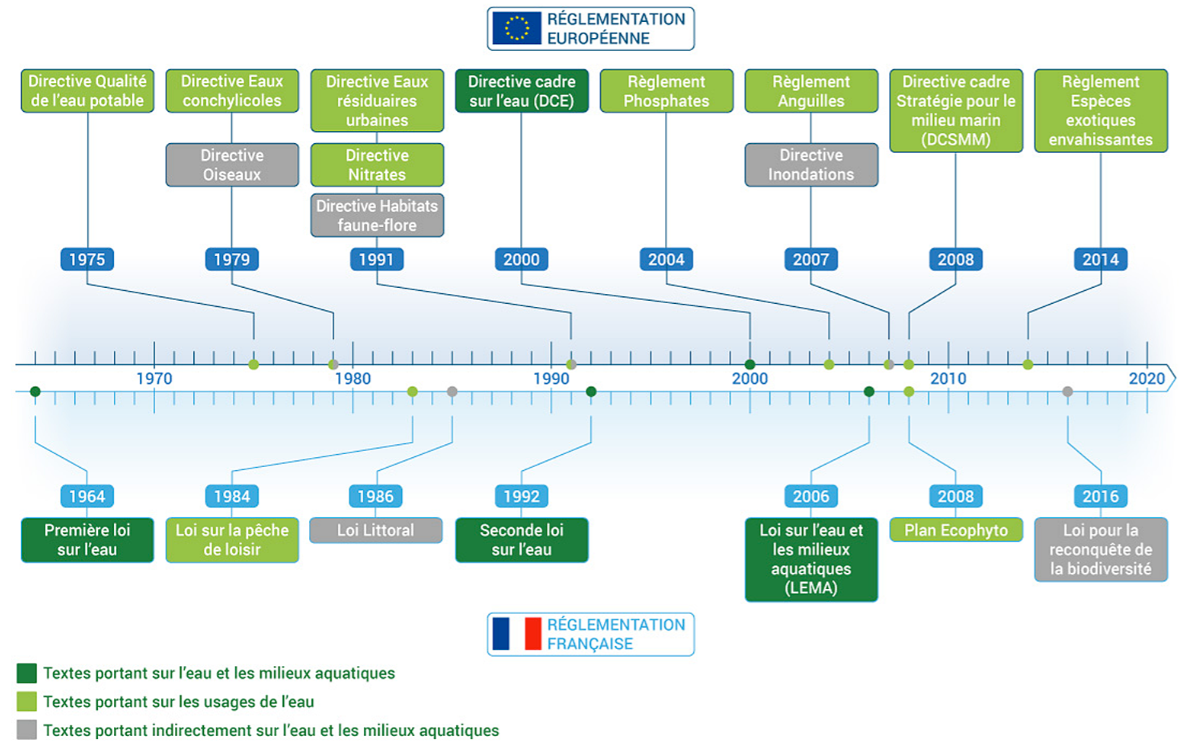
Les grandes étapes de la règlementation sur l'eau en France et dans l'UE

## Politique relative aux eaux continentales

### Du droit romain au code napoléonien
Sous l'Antiquité, le droit romain fournit le premier socle juridique de la gestion de l'eau sur le territoire national. L'eau était considérée comme une « res communae », une chose commune : selon ce régime, l'eau n'appartenait à personne et restait donc à l'usage de tous. Un des grands apports du droit romain a été l'introduction d'une distinction entre cours d'eau domaniaux et non domaniaux. Les eaux courantes étaient des biens communs, à l'exception des eaux navigables, administrées par l'État romain. À l'inverse, les eaux des sous-sols étaient des eaux privées.
Après l'Antiquité, le Moyen Âge a marqué la suprématie des seigneurs sur ses vassaux et paysans : l'eau leur appartenait ; elle était soumise à leurs polices et éventuellement à leurs péages. Ainsi, les paysans disposaient d'un droit d'usage de la ressource mais ils devaient l'utiliser sur place et ils pouvaient voir leur seigneur se servir de son droit d'abus et d'usage. Progressivement, sous la Renaissance, grâce à l'essor de la royauté, la propriété des grandes voies navigables est revenue dans le giron de l'État monarchique. On assiste à une centralisation de la propriété de l'eau dans les mains de l'État.
Les premiers grands textes modernes concernant le droit de l'eau sont les codes napoléoniens de 1804, dont certaines dispositions sont encore actuellement applicables, comme en particulier les régimes de propriété, directement inspirés du droit romain. Les rivières sont classées en deux catégories : les rivières domaniales qui constituent le domaine public fluvial, dont l'État et les collectivités territoriales sont propriétaires et les rivières non domaniales, régies par le droit privé, le lit du cours d'eau appartient aux propriétaires riverains qui ont donc une obligation d'entretien régulier.

### XIXesiècle
Le XIXe siècle se caractérise par un fort développement de l'industrie en France et par une modernisation des villes, à l'image des travaux du baron Haussmann à Paris. Néanmoins, de nombreuses épidémies  sont recensées, dont celles de choléra et de typhoïde en 1830, et la qualité de l'eau devient un enjeu majeur de santé publique. Plusieurs compagnies de distribution d'eau sont créées sous forme de concessions de service public, comme la Compagnie générale des eaux en 1853 ou encore la Société lyonnaise des eaux en 1867,.
Sur le plan du droit, quatre systèmes principaux s’opposent, reposant chacun sur des lectures différentes de la féodalité et de ses lois abolitives. Le premier range les cours d’eau mineurs parmi les dépendances du domaine public, le deuxième accorde la propriété entière du cours d’eau aux riverains, le troisième distingue entre la propriété du lit, accordée au riverain, et l’eau courante, placée dans la catégorie des res communis et le dernier qui range le cours d’eau dans son entier parmi la catégorie des res communis, définies selon l’article 714 du Code civil comme des « choses n’appartenant à personne, dont l’usage est commun à tous et dont la jouissance est réglée par des lois de police ». C’est le troisième système qui s’impose avec la loi du 8 avril 1898, qui peut être qualifiée comme première grande loi sur l’eau, malgré une tendance de la jurisprudence, notamment de la Cour de cassation, ayant fait prévaloir le quatrième système.
Pour la première fois, l'État intervient pour réglementer les usages par un système d'autorisation « police des eaux ». La loi met également en place un régime des eaux définies comme les eaux de mer, les eaux dormantes, les eaux rurales et courantes et les eaux vives, avec un statut juridique particulier en fonction de chacun de ces types d'eau.

### Début duXXesiècle
Le début du XXe siècle est marqué par deux nouvelles lois : la loi du 15 février 1902 relative à la protection de la santé publique et la loi du 16 octobre 1919 relative à l'utilisation de l'énergie hydraulique. Au titre de la loi de 1902, deux commissions sont créées : le conseil d'hygiène départemental et le comité consultatif d'hygiène de France. La loi met également en place une possibilité pour le préfet de se substituer au maire, en cas de carence de ce dernier. Elle renforce aussi le rôle central des préfets en leur donnant la possibilité d'instaurer des périmètres de protection des sources d'eau potables afin d'éviter toute pollution. Avec la loi de 1919, deux régimes sont distingués, en fonction de la puissance unitaire de l'installation, autrement appelée puissance maximale brute.

### 1964-1992: gestion de l’eau par bassin et introduction du “pollueur – payeur”
La seconde moitié du 20e siècle marque un tournant dans l'approche de la gestion de l'eau en France, qui passe d’une approche centrée sur les usages à une approche davantage tournée vers l'idée d'eau comme patrimoine commun de la Nation, à une dynamique de préservation et de restauration des milieux aquatiques et à une gestion par bassin versant, territoire plus cohérent que les circonscriptions administratives héritées de la Révolution.

#### Nouvelle organisation par bassin hydrographique

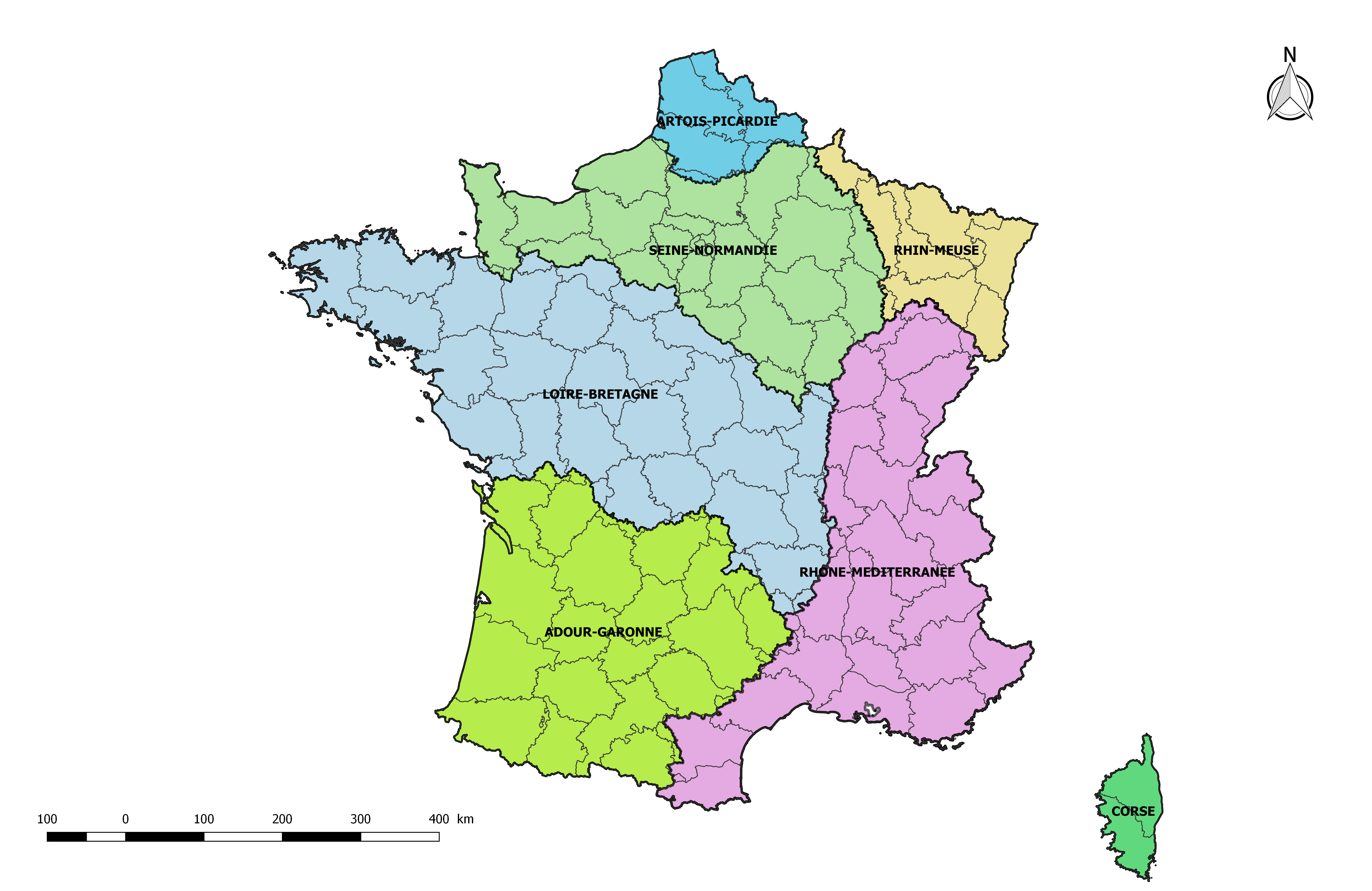
Les 7 circonscriptions de bassin en France métropolitaine, après la loi du 22 janvier 2002 qui crée le comite de bassin de Corse.

La loi du 16 décembre 1964 établit une gestion de l’eau répartie en six bassins hydrographiques, suivant le découpage naturel des bassins versants des grands fleuves français, chacun comportant une structure consultative (les comités de bassin composés des représentants de l’État, des collectivités locales et des usagers de l’eau) et un organisme exécutif (les agences de l’eau). Elle instaure une vision de la politique de l’eau que l’on pourrait qualifier « d’intégrée », c’est-à-dire qui a pour ambition de rassembler les usages et usagers de l’eau autour des problématiques de la ressource en eau. Il s’agit là d’une démarche globale et transversale. Cette loi, très innovante alors, inspirera la directive cadre européenne. Cependant, son système de redevance original est jugé non conforme à la Constitution. En effet les taux des redevances sont décidés non par le Parlement mais par les comités de bassin ce qui cause des problèmes de contrôle et de transparence de l’utilisation de ces ressources financières.
La loi du 29 Juin 1984 réforme le cadre de la pêche en eau douce afin de prevenir les dommages causés au milieu. Elle soumet à autorisation les activités susceptibles d'avoir un impact sur la ressource piscicole.

### 1992-2006: l'eau, patrimoine de la nation et début d'harmonisation européenne

#### Loi du 3 janvier 1992
La loi du 3 janvier 1992 sur l'eau affiche les ressources en eau comme « patrimoine commun de la nation » et pose les principes d'une gestion intégrée de l'eau, équilibrée entre les différents usages et globale. En outre, elle tente de concilier les objectifs de préservation des écosystèmes aquatiques et des zones humides et de valorisation de l'eau comme une ressource économique,. Elle crée une direction de l'eau au niveau national, rattachée au ministère de l'environnement, ainsi que de nouvelles directions régionales de l'environnement (DIREN). Elle met en place de nouveaux outils de la gestion des eaux par bassin :  les SDAGE qui « fixent pour chaque bassin les orientations fondamentales d’une gestion équilibrée de la ressource en eau » (article 3 de la loi) et les SAGE, qui définissent les objectifs et les règles pour une gestion intégrée de l’eau, au niveau local,.
La loi du 22 janvier 2002 élargit les compétences de la collectivité territoriale de Corse et en parallèle créé le comité de bassin de Corse, portant ainsi le nombre de bassin hydrographiques à sept en France métropolitaine. L'agence de l'eau Rhône-Méditerranée-Corse est dès lors compétente sur deux bassins : le bassin Rhône-Méditerranée et le bassin de Corse. L'agence de l'eau assure le secrétariat du comité de bassin de Corse, en collaboration avec les services de la Collectivité de Corse,.

#### Transposition de la directive Nitrates (1993-1996)
La Directive 91/676/CEE du Conseil européen, du 12 décembre 1991, concernant la protection des eaux contre la pollution par les nitrates à partir de sources agricoles est transposée en droit français par divers textes réglementaires : le décret n° 93-1038 du 27/08/1993 qui impose de dresser un inventaire des zones dites vulnérables qui contribuent à la pollution des eaux par le rejet direct ou indirect de nitrates et d'autres composés azotés susceptibles de se transformer en nitrates d'origine agricole, suivi d'un arrêté ministériel du 22 novembre 1993 relatif au code des bonnes pratiques agricoles, puis en 1996 d'un arrêté relatif aux programmes d'action à mettre en œuvre dans les zones vulnérables et de divers arrêtés sectoriels. Le décret de 1993 est abrogé ensuite par l'article 4 du décret n° 2007-397 du 22 mars 2007.

#### Directive-cadre européenne sur l'eau de 2000 et transposition en droit français
La directive-cadre sur l’eau du 23 octobre 2000, dite DCE, instaure une politique communautaire européenne de l’eau et renforce la décentralisation. Elle fait le choix d’une approche par grands bassins hydrographiques, inspirée de la loi française de 1964, qu’elle appelle districts hydrographiques. Elle introduit un principe de récupération du coût des services liés à l’utilisation de l’eau et impose aux États membres de parvenir à un bon niveau de qualité écologique des eaux dans un délai de 15 ans et d’arrêter progressivement le rejet de certains produits dangereux dans un délai de 20 ans,. Elle est transposée en droit français avec la loi n°2004-338 du 21 avril 2004,.
Dans la continuité de cette harmonisation européenne, la loi du 27 janvier 2005, dite loi "Oudin-Santini", permet aux communes, aux établissements publics de coopération intercommunale, aux syndicats mixtes chargés des services publics d’eau potable et d’assainissement, aux agences de l’eau, d’affecter jusqu’à 1 % de leur budget à des actions de coopération et de solidarité internationale.
Parallèlement, la Cour de justice de l'Union européenne condamne la France pour manquement à ses obligations en matière de qualité de l’eau à plusieurs reprises : en 2001 pour non application de la directive de 1975 sur “la qualité requise des eaux superficielles destinées à la production alimentaire dans l’Union européenne” et en 2002 pou le non-respect d’une directive européenne de 1991 sur la protection des eaux contre la pollution par les nitrates. Pour répondre à ces condamnations et au vu de la dégradation de la qualité des eaux et de l’augmentation de la consommation d’eaux embouteillées, un projet de loi est préparé par Dominique Voynet, alors Ministre de l’Environnement. Le texte connaît  17 versions et plus de 600 amendements avant d’être présenté à l’Assemblée nationale en 2002, pour débats en première lecture. Le projet est finalement abandonné au changement de majorité. Le texte comportait notamment une taxation des nitrates, une mesure abandonnée, à la suite de l’engagement de Jacques Chirac au cours de sa campagne présidentielle de ne plus imposer de nouvelles taxes aux agriculteurs.

### 2006 - 2017: une meilleure prise en compte des pollutions et du changement climatique

#### Loi du 30 décembre 2006 (LEMA)
Un nouveau projet de loi est préparé sous la direction de Roselyne Bachelot, puis du Ministre Serge Lepeltier, en s’appuyant notamment sur l’organisation d’un débat national sur l’eau, qui se déroule en 2003 et 2004. La nouvelle loi, dite loi sur l’eau et les milieux aquatiques ou LEMA, est adoptée définitivement le 30 décembre 2006, après une procédure parlementaire de deux ans. Le texte comprend 102 articles et réforme plusieurs codes. L'objectif principal est d'atteindre les objectifs fixés par la directive cadre sur l'eau, en particulier le bon état des eaux d'ici à 2015. La loi propose de nouveaux outils réglementaires permettant d’améliorer la lutte contre les pollutions, la gestion quantitative de l’eau en favorisant les économies d’eau et le partage de la ressource et la restauration du bon fonctionnement des milieux aquatiques. Elle a aussi pour objectif d'améliorer les conditions d’accès à l’eau pour tous et de rendre plus transparent le fonctionnement du service public de l'eau.
Selon France Nature Environnement, en se voulant le plus consensuel possible, le texte est finalement vidé de toute ambition réformatrice et comporte des lacunes majeures. Par absence de courage politique, les objectifs européens de bon état des eaux à l’horizon 2015 seront difficiles à atteindre. Par ailleurs, il est à craindre que ce courage soit encore plus faible pour assurer son application dans  les années à venir. L’impact prévisible de cette loi sera donc au mieux la stabilisation de la situation présente, mais aucunement la restauration d’une composante stratégique de la biosphère.

#### Loi du 12 juillet 2010 (Grenelle II)
La loi du 12 juillet 2010, portant engagement national pour l’environnement (dit Grenelle II), énumère des dispositions pratiques visant à la mise en œuvre concrète de la « loi de programme relative à la mise en œuvre du Grenelle de l’environnement » (dite Grenelle 1). Ainsi, pour préserver la biodiversité, la création d’une « trame verte » et d’une « trame bleue » instaure des couloirs écologiques pour relier des territoires protégés et permettre les migrations de la flore et de la faune, qu’elles soient habituelles ou provoquées par les changements climatiques,.
Plusieurs lois sont adoptées dans le domaine de l’eau entre 2010 et 2014. La loi du 7 février 2011 relative à la solidarité dans les domaines de l’alimentation en eau et de l’assainissement renforce la solidarité des communes dans le domaine de l’alimentation en eau et de l’assainissement à l’égard des personnes en situation de précarité résidant en France, sans discrimination entre les usagers, qu’ils soient abonnés directs ou non des services de l’eau et de l’assainissement. La loi du 13 juillet 2011 vise à interdire l’exploitation des gaz de schiste par fracturation hydraulique,. La loi du 15 avril 2013, dite loi Brottes, vise à préparer la transition vers un système énergétique sobre et portant diverses dispositions sur la tarification de l’eau et sur les éoliennes, qui interdit à tout distributeur de couper l’alimentation en eau tout au long de l’année dans une résidence principale, même en cas d’impayé. Cette loi n’entre toutefois en vigueur qu’en mai 2015 à la suite d'une contestation devant le Conseil constitutionnel par l’opérateur Saur.

#### Loi du 27 janvier 2014 (MAPTAM ou GEMAPI)
La Loi de modernisation de l'action publique territoriale et d'affirmation des métropoles (MAPTAM)  attribue au bloc communal (communes et intercommunalités) une compétence ciblée et obligatoire pour la gestion des milieux aquatiques et la prévention des inondations (GEMAPI). Finalement cette nouvelle attribution est repoussée à 2018
Elle est suivie en 2015 par la loi du 7 août 2015 portant sur la nouvelle organisation territoriale de la République (loi Notre) qui, à la suite du constat de plusieurs rapports de la Cour des Comptes et du Conseil d’État dénonçant l'émiettement des services, vise à les rationaliser notamment en diminuant leur nombre. Ainsi 35 160 services d’eau et d’assainissement, gérés par 24162 collectivités, sont en vigueur en 2014. Il ne devrait plus y en avoir que 1 500 à 3 500 en 2020. Ces services seraient par contre dotés de moyens humains, techniques et financiers plus importants, ce qui devrait les aider à relever les défis de la gestion locale de l’eau. La loi prévoit également que les régions peuvent se voir attribuer tout ou partie des missions d’animation et de concertation dans le domaine de la gestion et de la protection de la ressource en eau et des milieux aquatiques lorsque l’état des eaux de surface ou des eaux souterraines présente des enjeux sanitaires et environnementaux justifiant une gestion coordonnée des différents sous-bassins hydrographiques de la région.

#### Loi du 18 août 2015: transition énergétique pour la croissance verte
La loi relative à la transition énergétique pour la croissance verte (LTECV) du 17 août 2015, ainsi que les plans d’action qui l'accompagnent visent à permettre à la France de contribuer plus efficacement à la lutte contre le dérèglement climatique et à la préservation de l’environnement, ainsi que de renforcer son indépendance énergétique tout en offrant à ses entreprises et ses citoyens l’accès à l'énergie à un coût compétitif. Dans la mesure où le recours à des énergies renouvelables est encouragé, le domaine de l'hydroélectricité est intéressé et fait l'objet des articles 116 à 118,.

#### Loi du 8 août 2016 pour la reconquête de la biodiversité, de la nature et des paysages
La loi pour la reconquête de la biodiversité, de la nature et des paysages du 8 août 2016 inscrit de nouveaux principes dans le code de l’environnement, comme la non-régression du droit de l’environnement et la compensation des atteintes à la biodiversité. Est inscrit également dans le code civil un régime de réparation du préjudice écologique pour renforcer et consolider les acquis de la jurisprudence en instaurant le principe du pollueur-payeur dans la loi.

### 2017-2027: de la préservation des milieux aquatiques à une  gestion résiliente et concertée de l'eau

#### Loi du 30 décembre 2017: gestion des milieux aquatiques et prévention des inondations
La loi n° 2017-1838 du 30 décembre 2017 relative à l’exercice des compétences des collectivités territoriales dans le domaine de la gestion des milieux aquatiques et prévention des inondations (GEMAPI) introduit plusieurs éléments de souplesse permettant une mise en œuvre plus rapide et plus efficace, avec la possibilité pour les départements et les régions de continuer à exercer certaines missions en accord avec les EPCI bénéficiaires et la possibilité pour ces EPCI d’ajuster plus finement la gouvernance de cette compétence.

#### Loi du 3 août 2018: mise en œuvre du transfert des compétences eau et assainissement aux communautés de communes
La loi assouplit les dispositions de la loi NOTRe sur le transfert des compétences "eau" et "assainissement" aux communautés de communes et aux communautés d'agglomération, qui prévoit ce transfert obligatoire au 1er janvier 2020. La loi permet aux communes membres d'une communauté de communes qui n'exerce pas, à la date de la publication de la loi, les compétences relatives à l'eau ou à l'assainissement, de s'opposer au transfert de ces compétences, dès lors que 25 % d'entre elles, représentant au moins 20% de la population, s'expriment en ce sens. Ce transfert est alors repoussé de 2020 à 2026.

#### Convention citoyenne (2019)
Présenté le 6 juillet 2017 par Nicolas Hulot, alors ministre de la transition écologique et solidaire, le plan climat a pour objectif d’accélérer la mise en œuvre de l'accord de Paris sur le climat qui a relevé l’ambition de l’action climatique de la France en fixant notamment l’objectif de neutralité carbone à l’horizon 2050 et de le rendre irréversible. Dans ce cadre, l'augmentation de la taxation des prix des combustibles par le gouvernement mène en octobre 2018 au « mouvement des Gilets jaunes ». Pour répondre à cette contestation, Emmanuel Macron annonce le 18 décembre 2018 l'organisation d'un grand débat, sur tout le territoire et ouvert à tous les Français, présenté comme un « outil consultatif de sortie de crise ». La transition écologique, première thématique du Grand débat, nécessite, en particulier à court terme, un accompagnement spécifique des Français, en particulier des ménages les plus vulnérables, et des entreprises, notamment les plus fragilisées. Une Convention citoyenne pour le climat est ainsi organisée en 2019. Elle débouche sur la loi climat et résilience qui est promulguée le 22 août 2021.

#### Loi AGEC de février 2020: réduction des déchets et préservation des ressources naturelles
La loi anti-gaspillage pour une économie circulaire est une loi promulguée en février 2020 qui vise à réduire les déchets et à préserver les ressources naturelles, la biodiversité et le climat,. Elle s'applique progressivement à différents secteurs, dont le bâtiment, et impose des obligations aux producteurs, aux consommateurs et aux acteurs du réemploi. Elle met fin au plastique jetable, renforce l'information des consommateurs, lutte contre l'obsolescence programmée et favorise l'économie circulaire.
Dans le domaine de l'eau, depuis le 1er janvier 2021, les établissements recevant du public (ERP) ne sont plus en mesure de distribuer gratuitement de l'eau en bouteille. Depuis le 1er janvier 2022, ils doivent être équipés de fontaines raccordées au réseau d'eau potable et accessibles au public. Le décret de décembre 2020 impose l'installation d'une fontaine par tranche de 300 personnes à tous les ERP pouvant accueillir au moins 300 personnes (ERP de catégories 1, 2 et 3). Une autre mesure similaire : les restaurateurs et les cafetiers sont tenus de fournir de l'eau gratuitement, même hors repas.

#### Février 2022: Varenne agricole de l’eau et de l’adaptation au changement climatique
Lancé le 28 mai 2021 par Julien Denormandie, ministre de l’Agriculture et de l’Alimentation et Bérangère Abba, secrétaire d’État chargée de la Biodiversité, le Varenne agricole de l’eau et de l’adaptation au changement climatique vise à engager une réflexion collective et à construire des politiques durables pour la résilience de l’agriculture face aux aléas climatiques.
Le chantier a été structuré en trois thématiques de travail, qui ont abouti dès janvier 2022 à une feuille de route pour :
1. Se doter d’outils d’anticipation et de protection de l’agriculture dans le cadre de la politique globale de gestion des aléas climatiques.
2. Renforcer la résilience de l’agriculture dans une approche globale en agissant notamment sur les sols, les variétés, les pratiques culturales et d’élevage, les infrastructures agroécologiques et l’efficience de l’eau d’irrigation.
3. Accéder à une vision partagée et raisonnée de l’accès aux ressources en eau mobilisables, dans le respect des équilibres et milieux naturels pour l’agriculture sur le long terme.

Les conclusions comportent cinq parties[réf. à confirmer] :
1. Constat : répondre à l’urgence d’agir ;
2. Anticiper les effets du changement climatique sur les productions agricoles pour identifier les leviers d’action ;
3. Adapter les pratiques agricoles à la nouvelle donne climatique, à l'échelle de l'exploitation, de la parcelle, de l'animal ;
4. Protéger les agriculteurs face à l’accélération des phénomènes climatiques
5. Assurer la continuité de la dynamique du Varenne, par la nomination d'un délégué interministériel.

#### Décembre 2022: transposition de la directive Eau potable
L'ordonnance du 22 décembre 2022 et un décret du 29 décembre 2022 transposent dans le droit national la directive européenne 2020/2184 du 16 décembre 2020 relative à la qualité des eaux destinées à la consommation humaine, qui fixe de nouvelles règles pour protéger la santé humaine des risques de contamination des eaux potables. Les pays de l’UE doivent en effet veiller à ce que les eaux destinées à la consommation humaine soient « salubres et propres ». Elles ne doivent à ce titre pas contenir un nombre ou une concentration de micro-organismes, de parasites ou de substances constituant un danger potentiel pour la santé humaine et doivent être conformes à des exigences minimales. L'ordonnance définit les besoins qui doivent être couverts,. Toute personne doit ainsi bénéficier d'un accès au moins quotidien à son domicile, dans son lieu de vie ou, à défaut, à proximité de ces derniers, à une quantité d'eau potable – suffisante - pour répondre à ses besoins en boisson, en préparation et cuisson des aliments, en hygiène corporelle, en hygiène générale ainsi que pour assurer la propreté de son domicile ou de son lieu de vie. Cette quantité doit être comprise entre cinquante et cent litres d'eau par personne et par jour, selon la situation des personnes, selon le décret.
Les communes ou leur établissement public de coopération doivent en particulier établir un diagnostic territorial des personnes ayant pas ou peu accès à l'eau. Les collectivités devront informer annuellement de l'état d'avancement de ce diagnostic et des mesures prises par l'intermédiaire du rapport annuel sur le prix et la qualité du service public d'eau potable.

#### Plan eau 2023: sobriété et préservation de la ressource et des écosystèmes
Lors d'un déplacement au lac de Serre-Ponçon, endroit symbolique des effets du changement climatique puisque lors de la sécheresse de 2022 le lac a connu une baisse de 17 mètres de son niveau, le président de la République présente le 30 mars 2023 le plan d’action collectif - prolongement des Assises de l’eau (2019) et du Varenne agricole de l’eau et de l’adaptation au changement climatique (2021) - pour une gestion résiliente et concertée de l’eau. Le plan s'organise en six axes et 53 mesures. Les six axes sont : organiser la sobriété des usages de l'eau, optimiser la disponibilité de la ressource, préserver la qualité de l'eau, disposer d'outils pour atteindre ces ambitions, mieux répondre aux crises de sécheresse et suivre les engagements. Parmi les 53 mesures figurent : le lancement d'un écowatt de l'eau (un outil lancé en mai 2023 qui présentera « les éco-gestes recommandés au regard de la situation hydrologique locale. »), un objectif de 10 % de réutilisation des eaux usées traitées (REUT) dans l'agroalimentaire, chez les particuliers, etc. d'ici à 2030 (la part de la REUT ne dépasse pas 1 % actuellement. La pratique comporte cependant des limites : les eaux usées reviennent bien plus cher que de puiser dans les nappes grâce à un forage. Et ces volumes réaffectés, qui ne rejoindront plus directement les rivières, vont freiner la recharge des nappes souterraines), l'interconnexion des réseaux et la réduction des fuites.
Publié deux semaines après la présentation du plan « eau » par le gouvernement, un rapport d’inspection tire les leçons de la sécheresse de 2022, alarme sur l'urgence de la situation et appelle à décliner la sobriété dans tous les secteurs consommateurs d’eau. En effet si l’impact du dérèglement climatique, qui augmente la fréquence et l’intensité des épisodes de sécheresse, « impose des mesures fortes à moyen et long terme », la situation est également critique à très court terme, notamment en 2023 et 2024. Le rapport met en garde contre un risque de « rupture d’approvisionnement » dans les prochains mois, en raison à la fois de la sécheresse qui s’annonce encore pire cette année 2023 – elle a débuté par une période de plus d’un mois sans pluie – et de l’organisation d’événements exceptionnels, comme la Coupe du monde de rugby en septembre et les Jeux olympiques et paralympiques en 2024, qui pourraient augmenter la consommation d’eau,.

## Politique relative aux mers et océans
Présente dans tous les océans en dehors de l'Arctique, la France dispose du deuxième espace maritime mondial avec près de 11 millions de km2.

### Mer et littoral

#### Stratégie nationale pour la mer et le littoral
Le Grenelle de la mer en 2009 pose les bases d'une ambition maritime nationale avec plusieurs centaines de propositions, dont le développement d'un réseau d'aires marines protégées sur 20 % de la zone économique exclusive française avant 2020, la création d'une grande école des métiers de la mer ou encore le développement des « autoroutes de la mer ». Elle est renforcée au cours des Assises de la mer et du littoral en 2013 puis étendue grâce à la mobilisation française sur la thématique « océan » lors de la COP 21. Deux directives européennes cadre l'action des états de l'Union européenne, la Directive-cadre planification des espaces maritimes (2014/89/UE) et la Directive-cadre Stratégie pour le milieu marin (2008/56/CE).
La France se dote d'une Stratégie nationale pour la mer et le littoral (SNML) pour fixer son ambition maritime sur le long terme par décret du 23 février 2017. Cette stratégie donne un cadre de référence pour les politiques publiques concernant la mer et le littoral et, plus généralement, pour tous les acteurs de l'économie maritime et des littoraux. La stratégie innove en reconnaissant un rôle aux collectivités territoriales dans la gestion de l'espace marin. Elle recommande, par exemple, une articulation entre les documents stratégiques de planification et une prise en compte de la mer et du littoral dans les schémas régionaux d'aménagement, de développement durable et d'égalité des territoires. La SNML est déclinée régionalement dans des documents stratégiques. Il s'agit des Documents Stratégiques de Façade (DSF) pour chaque façade maritime en Métropole (Manche Est – Mer du Nord, Nord Atlantique – Manche Ouest, Sud Atlantique, Méditerranée
) et des Documents Stratégiques de Bassin Maritime (DSBM) pour chaque bassin maritime en Outre-mer (Sud Océan Indien, Antilles, Guyane
, Saint-Pierre-et-Miquelon).
Cette stratégie devant être révisée tous les 6 ans, une deuxième version dite la SNML 2 est préparée pour la période 2023-2029. Cette deuxième stratégie se doit d'intégrer les enseignements de la première et surtout les contributions des acteurs du maritime qui sont recueillies.

#### Mer Méditerranée
Le 79e Comité de protection du milieu marin de l’Organisation Maritime Internationale (OMI) a approuvé, le 15 décembre 2022, la création d’une zone de contrôle des émissions d’oxydes de soufre et de particules (zone SECA) couvrant l’ensemble de la mer Méditerranée ainsi que la désignation d'une zone maritime particulièrement vulnérable (ZMPV) en mer Méditerranée Nord-Occidentale dès 2025. Ce projet est le fruit d’une concertation internationale inédite initiée par la France, qui a non seulement réuni l’ensemble des États du bassin Méditerranéen durant plusieurs années mais également mené un travail d’étude dense : en plus d’un impact écologique non négligeable, cette nouvelle zone SECA aura également des répercussions positives sur la qualité de l’air et la santé des populations riveraines de la Méditerranée.

### Océans

#### One Ocean Summit
Lors du One Ocean Summit, un rendez-vous de trois jours, organisé par la France à Brest du 9 au 11 février 2022 pour renforcer la coopération internationale en faveur de l'océan, la France a fait part d’avancées en faveur de la biodiversité de ses eaux : l’extension de la réserve naturelle nationale des terres australes françaises a été annoncée, ainsi que l’intensification de la lutte contre les pollutions, notamment plastiques, avec la résorption des décharges littorales françaises d’ici 10 ans.

#### Grands fonds marins
Dans son discours du 7 novembre 2022, Emmanuel Macron annonce que la France soutient l’interdiction de toute exploitation des grands fonds marins et qu’elle entend porter cette position dans les enceintes internationales. La France rejoint ainsi les pays (Allemagne,Espagne, Nouvelle-Zélande, Panama, Costa Rica, Chili, États insulaires du Pacifique…) souhaitant un moratoire de précaution sur l’exploitation des fonds océaniques.
La position de la France n’a pas toujours été celle-ci. Le 22 janvier 2021, le secrétaire général de la Mer présentait en effet une nouvelle stratégie nationale d'exploration et d'exploitation des ressources minérales dans les grands fonds marins à l'occasion d'une réunion du Comité interministériel de la mer, alors que simultanément le chef de l'État fixait l'objectif de protéger 30 % des espaces maritimes nationaux d'ici à 2022, dont 10 % sous protection forte. Cette stratégie était détaillée par Jean Castex, dans une circulaire adressée, le 5 mai 2021, aux ministres concernés. Les priorités affichées sont l'acquisition des connaissances sur les écosystèmes et les ressources minérales, en particulier avec une amplification des travaux d'exploration en Polynésie française et en Nouvelle-Calédonie, l'augmentation des efforts de protection des fonds marins et leur exploitation, puisqu'il s'agit de « valoriser les ressources des grands fonds marins en lien avec le potentiel industriel français ». Un démonstrateur destiné à tester l'impact, le cadre et la faisabilité d'« une exploitation durable des grands fonds marins » est en particulier envisagé dans la zone économique exclusive (ZEE) de Nouvelle-Calédonie ou de Polynésie. La France s’oppose d’ailleurs à la motion demandée le 8 septembre 2021 par l'assemblée des membres de l'Union internationale pour la conservation de la nature (UICN) demandant un moratoire sur l'exploitation minière des fonds marins.
Lors du One Ocean Summit, qui s'est tenu à Brest en février 2022, la France explique que l'idée est bien de comprendre et d'appréhender les écosystèmes des grands fonds pour mieux les protéger et encadrer leur exploitation. Elle a d'ailleurs développé une expertise reconnue depuis plus de vingt ans, portée en première ligne par l'Ifremer et les nombreuses études qu'il a déjà réalisées. Mais les associations de protection de l'environnement pointent du doigt les incohérences entre politique nationale et prise de position internationale sur de nombreux sujets, notamment la protection et l’exploitation des grands fonds marins. Emmanuel Macron fait volte-face en juin 2022 dans le cadre de la 2e Conférence des Nations unies sur l'océan (Unoc) en déclarant « Nous devons mettre en place un cadre réglementaire pour mettre un terme à l'exploitation minière en haute mer et interdire toute nouvelle activité dangereuse pour les écosystèmes océaniques ». L’ambiguïté de la France est donc levée avec la déclaration à la COP 27. En janvier 2023, l'Assemblée nationale se prononce contre l’exploitation minière des fonds marins avec le vote d'une résolution qui soutient, « dans le cadre d’un moratoire, l’interdiction de l’exploitation minière des fonds marins en haute mer tant qu’il n’aura pas été démontré par des groupes scientifiques indépendants et de manière certaine que cette activité extractive peut être entreprise sans dégrader les écosystèmes marins et sans perte de la biodiversité marine ».

## Politique sociale de l'eau

### Accès de tous à l'eau (ODD 6 des Nations Unies)

#### Objectifs du millénaire pour le développement (2000)
Les Objectifs du millénaire pour le développement (OMD) sont adoptés par les États membres des Nations unies et 23 organisations internationales en 2000. Ils constituent une déclaration solennelle énonçant huit objectifs, qui devaient être atteints à l’horizon 2015. Dans le domaine de l'eau, ils visaient une réduction de moitié de la population qui n’avait pas accès à l’eau et à l’assainissement.
La communauté internationale s'engage en 2010 à réaliser les Objectifs du Millénaire pour le développement (OMD), notamment l'objectif 7 qui visait  à « réduire de moitié, d'ici à 2015, le pourcentage de la population qui n'a pas d'accès à un approvisionnement en eau potable ni à des services d'assainissement de base ».

#### Droit universel à l'eau potable et à l’assainissement (résolution de 2010)
Les droits humains d'accès à l'eau potable et à l'assainissement ont été reconnus par la Résolution du 28 juillet 2010 (résolution 64/292) de l’Assemblée Générale des Nations unies, soutenue par la France, dans laquelle il est reconnu que « le droit à l’eau potable et à l’assainissement est un droit de l’homme, essentiel à la pleine jouissance de la vie et à l’exercice de tous les droits de l’homme » et demandé aux États et aux organisations internationales « d’apporter des ressources financières, de renforcer les capacités et de procéder à des transferts de technologies, grâce à l’aide et à la coopération internationales, en particulier en faveur des pays en développement, afin d’intensifier les efforts faits pour fournir une eau potable et des services d’assainissement qui soient accessibles et abordables pour tous »,.

#### Objectifs de développement durable (2015)
En 2012, 90 % de la population utilisait une source de boisson améliorée alors que ce chiffre n’était que de 76 % en 1990. Les progrès ne sont cependant pas homogènes entre les différentes régions, entre les zones rurales ou urbaines, riches ou pauvres. Dans la continuité, en 2015, les pays membres de l’organisation des Nations unies s'accordent sur 17 objectifs universels de développement durable pour mettre fin à la pauvreté, lutter contre les inégalités et les injustices, faire face au changement climatique et construire un monde en commun d’ici à 2030. Dans le domaine de l'eau, l'Objectif de développement durable (ODD) 6 va plus loin que les objectifs du millénaire puisqu'il vise à assurer l'accès à l'eau et à l'assainissement pour tous et à garantir une gestion durable des ressources en eau à l'horizon 2030.

#### Inscription de l'ODD 6 à l'agenda 2030 de la France
Afin de se mettre en concordance au niveau international avec les ODD, la France s’est engagée à rédiger et publier de manière systématique et annuelle un rapport sur la mise en œuvre nationale des ODD, en vue de chaque forum politique de haut niveau des Nations Unies (FPHN). Il s’agit d’une Revue Nationale Volontaire (RNV) tous les trois ans, soumise officiellement au FPHN, et d’un rapport d’étape et d’avancement interministériel tous les ans. La France a ainsi publié une RNV pour le FPHN de 2016 et un premier rapport d’étape et d’avancement lors du FPHN de 2017. Le suivi statistique des ODD est réalisé par l'Institut national de la statistique et des études économiques (INSEE) et le Conseil national de l'information statistique (CNIS). La France s’est engagée à mettre en place un cadre précis d’indicateurs pour le suivi de l’atteinte des ODD, lequel a été publié à l’occasion du FPHN du 9 au 18 juillet 2018 des Nations unies. 169 indicateurs nationaux ont été sélectionnés pour le suivi des ODD, dont 9 concernant l'ODD 6,,.

#### Situation de la France en 2021
L'ONU publie des chiffres sur l’accès à l’eau et à l’assainissement au niveau international dans le Joint Monitoring Program de l’OMS et de l’UNICEF. Le rapport publié en juin 2021 s'intitule « 2000-2020 : Progress on household drinking water, sanitation and hygiene, five years into the SDGs ». Même si ces informations comportent certaines limites conduisant à ne pas refléter fidèlement la situation de l’accès à l’eau potable et à l’assainissement en France métropolitaine et en Outre-Mer, comme un système de collecte de données lacunaires, des indicateurs ODD incomplets, la non prise en compte des non raccordés au réseau ou des chiffres sous-estimés pour l’Outre-mer, elles permettent de dresser une situation au niveau national et de la comparer aux autres pays.
Selon ce rapport, 100 % de la population française serait raccordée en 2021 au réseau d’eau dont 99,2 % de la population avec un accès géré en toute sécurité et 0,8 % avec un accès à des services élémentaires (soit environ 490 300 personnes). Pour l’accès à des services élémentaires, ce chiffre diminue à 0,4 % en zone urbaine (soit environ 188 500 personnes). Concernant l'assainissement, l'accès à des installations sanitaires gérées en toute sécurité est estimé à 78,6 % de la population française métropolitaine. 20,1 % de la population a un accès à des services élémentaires (soit environ 13 093 300 personnes) et 1,4% à des services limités (soit environ 882 800 personnes).

### Accès des plus précaires à l'eau

#### Tarification sociale à l'initiative des collectivités
La loi sur l'eau et les milieux aquatiques (LEMA) de 2006 a introduit dans le code de l'environnement le principe selon lequel « l'usage de l'eau appartient à tous et chaque personne physique, pour son alimentation et son hygiène, a le droit d'accéder à l'eau potable dans des conditions économiquement acceptables par tous. ». Toutefois ce principe est contradictoire avec le mode de gestion des eaux en France, puisque le service public d'eau et d’assainissement est assuré par un service public industriel et commercial (SPIC), strictement encadré par le code général des collectivités territoriales, qui se doit d’être identique pour tous les usagers. Aucune différenciation ne peut donc être faite entre les personnes précaires et les autres usagers.
Afin de permettre la mise en œuvre du principe de la LEMA tout en s’insérant le cadre légal d’action des collectivités, l'article 28 de la loi Brottes du 15 avril 2013 offrait la possibilité aux collectivités territoriales et leurs groupements compétents en matière d’eau et d’assainissement de mettre en œuvre, pour une période de cinq ans, prorogée, une tarification sociale de l’eau dont elles déterminaient les modalités. Une cinquantaine de collectivités ou groupements, dont les métropoles du Havre, de Bordeaux et de Grenoble, ont expérimenté ce dispositif, dont la généralisation a été souhaitée lors des Assises de l’eau lancées par le Gouvernement en 2018. C'est finalement la loi « Engagement et proximité » du 27 décembre 2019 qui règle le problème en autorisant les services publics d'eau et d’assainissement qui le souhaitent à mettre en œuvre une tarification sociale visant notamment à alléger la facture d’eau de certains ménages en fonction de leurs revenus et de la composition du foyer. Les modalités de mise en œuvre (chèques eau, modulation tarifaire, etc.) et les critères d’attribution sont laissés à l’appréciation des élus locaux. Les communes et leurs groupements mettant en œuvre ces mesures peuvent contribuer à leur financement dans les conditions fixées par la loi,.

#### Question des impayés de factures
Le décret n° 2008-780 du 13 août 2008 définit la procédure applicable en cas d'impayés des factures d'électricité, de gaz, de chaleur et d'eau. Une des dispositions interdit aux fournisseurs de couper l'approvisionnement d'un foyer dans une résidence principale pour récupérer des factures impayées. Mais la disparition de cette menace n'a pas réglé tous les problèmes, bien au contraire. La bataille judiciaire menée par des associations pour défendre certaines victimes de coupures a révélé « un vrai déficit de prise en charge des ménages en difficulté ». Contrairement à ce qui existe pour l'énergie ou le logement, il n'y a pas de dispositif national pour aider un foyer à payer ses factures d'eau. En cas de difficulté, un ménage doit s'adresser à sa mairie ou à son département pour éventuellement bénéficier d'un soutien du Fonds de solidarité pour le logement (FSL), abondé notamment par les fournisseurs d'eau, ou d'initiatives locales spécifiques. Mais très peu peuvent en bénéficier. Une fois la totalité des recours épuisée, la totalité de la facture doit être payée. En cas de non paiement, une procédure de recouvrement sera engagée. Avant cette ultime phase, le médiateur de l'eau peut être saisi.

## Coopération internationale
La France a une politique de coopération internationale dans le domaine de l'eau qui vise à promouvoir un accès universel à l'eau potable et à l'assainissement, à encourager la gestion durable des ressources en eau et à soutenir la résilience des communautés face aux risques liés à l'eau tels que les inondations et la sécheresse.

### Participation aux instances internationales
la France participe activement aux travaux de la communauté internationale dans le domaine de l'eau, notamment au sein des Nations unies, de l'Organisation de coopération et de développement économiques (OCDE), de l'Organisation des Nations unies pour l'éducation, la science et la culture (UNESCO) et de l'Union pour la Méditerranée.

#### La France, chef de file de la Convention de 1992
La France est chef de file du programme d’ouverture de la Convention d'Helsinki de 1992 sur la « protection et l’utilisation des cours d’eau transfrontières et des lacs internationaux » ouverte à tous les États membres des Nations unies depuis mars 2016.
L'Europe rejoint la convention en 1995.

#### Conseil mondial de l'eau
Le Conseil mondial de l'eau est une collaboration internationale d'ONG, de gouvernements et d'organisations internationales pour résoudre les problèmes liés à l'eau dans le monde. Fondée en 1996, son siège est à Marseille. Elle regroupe en 2023 plus de 260 organisations issues de 52 pays et de 5 continents et organise tous les trois ans le forum mondial de l'eau. Le Sixième forum mondial de l'eau a eu lieu à Marseille du 12 au 17 mars 2012. En 2022, le forum se tient pour la première fois en Afrique subsaharienne, à Dakar. Un Africain sur quatre ne dispose pas d'accès à l'eau potable et la population du continent africain devrait doubler d'ici à 2050, l'une des priorités est donc de travailler à l'amélioration de la qualité de l'eau et notamment trouver une solution pour la gestion des déchets et des pollutions à l'origine de la plupart des maladies liées à l'eau.

### Aide publique au développement

#### Première stratégie sectorielle (2005)
Reconnaissant l’eau et l’assainissement comme un secteur prioritaire de l'aide publique au développement (APD), la France s’est dotée en 2005 d’une première stratégie sectorielle qui a notamment permis de structurer l’aide au développement et les interventions de la France à l’international dans ce domaine.

#### Stratégie internationale de la France pour l’eau et l’assainissement (2020-2030)
En 2020, le ministère de l'Europe et des Affaires étrangères publie la « Stratégie internationale de la France pour l’eau et l’assainissement (2020-2030) ». Elle dresse le bilan de la première stratégie et fixe les orientations de l’APD française dans le secteur de l’eau et l’assainissement pour 2020-2030. Articulés autour de trois axes prioritaires, la place de l’eau sur la scène internationale, l’accès équitable à l’eau et à l’assainissement, les eaux transfrontalières, ses objectifs permettent d’intervenir sur l’ensemble des grandes problématiques actuelles, notamment la mise en œuvre effective du droit humain à l’eau, l’assainissement et l’hygiène (EAH), ainsi que la protection et la préservation des écosystèmes aquatique. Elle s'articule autour de trois axes d’implication majeurs : Améliorer la gouvernance du secteur de l’eau et l’assainissement, de l’échelle locale à l’échelle mondiale, renforcer la sécurité d’approvisionnement en eau pour tous dans un contexte d’accroissement des pressions sur la ressource et de multiplication des crises liées à l’eau et renforcer l’efficacité des moyens et des outils, en privilégiant le développement de solutions innovantes et de mécanismes solidaires de financement.
La France, qui contribue à hauteur de 8 % à l’APD mondiale, demeure le cinquième bailleur en volume derrière les États-Unis, l'Allemagne, le Royaume-Uni et le Japon. En 2017, le montant de l’APD nette française, en hausse pour la troisième année consécutive, était de 10,1 milliards d’euros, soit 0,43 % du revenu national brut. L’éducation (14 % de l’APD bilatérale brute), la prévention des crises et fragilités (8 %) et l’eau et l’assainissement (8 %), concentrent la part la plus importante de l'APD bilatérale française.
Le Comité interministériel de la coopération internationale et du développement (CICID) du 8 février 2018 fixe de nouvelles orientations à la politique de développement française. Il a réaffirmé les grands objectifs de l’APD française (lutte contre la pauvreté, mise en œuvre des ODD et de l’accord de Paris sur le climat, protection des biens communs mondiaux) et décliné cinq priorités thématiques : la stabilité internationale ; le climat ; l’éducation ; l’égalité entre les femmes et les hommes ; la santé. Le CICID a acté une meilleure répartition des moyens, à travers le rééquilibrage des instruments de l'aide française au profit des dons et le renforcement de la composante bilatérale de l’APD pour cibler plus efficacement les 19 pays prioritaires de la politique de développement, appartenant tous à la catégorie des pays les moins avancés (PMA) : Bénin, Burkina Faso, Burundi, Comores, Djibouti, Éthiopie, Gambie, Guinée, Haïti, Liberia, Madagascar, Mali, Mauritanie, Niger, République centrafricaine, République démocratique du Congo, Sénégal, Tchad et Togo.

#### Agence française de développement
L’eau et l'assainissement occupent une place prioritaire dans l’agenda international de lutte contre la pauvreté. L'Agence française de développement finance des projets permettant la construction d’infrastructures, le développement de solutions fondées sur la nature et le renforcement de la gouvernance du secteur afin de protéger et gérer la ressource en eau et d’apporter un service pérenne et de qualité aux populations.

### Coopération décentralisée
La  coopération décentralisée est un mode de coopération transnationale au développement comprenant toutes les relations d'amitié, de jumelage ou de partenariat nouées entre les collectivités locales d'un pays et les collectivités, équivalentes ou non, d'autres pays. Elle est juridiquement encadrée par les lois de décentralisation de 1992, et par la loi Thiollière de 2007, qui font de l’action internationale une compétence à part entière des collectivités territoriales et leur permettent de conclure des conventions de partenariat avec des autorités locales étrangères pour mener des actions d’aide au développement. la Loi d'orientation et de programmation relative à la politique de développement et à la solidarité internationale du 7 juillet 2014 a ajouté de la flexibilité.
Le programme Solidarité-Eau (pS-Eau) est un réseau multi-acteurs français (collectivités territoriales, ONG, etc) qui s’engage pour garantir l’accès à l’eau et à l’assainissement pour tous ainsi que pour la gestion durable des ressources en eau (ODD 6) dans les pays en développement. Un atlas permet de localiser et décrire l'ensemble des actions de solidarité engagées par les acteurs français de coopération décentralisée et non gouvernementale en vue de satisfaire les besoins en matière d'accès à l'eau et à l'assainissement.

## Prospective

### Aqua 2030
Lancé en juin 2010, l'exercice prospectif Aqua 2030 « Eau, milieux aquatiques et territoires durables 2030 », a été mené par la mission Prospective du CGDD, appuyée par un groupe réunissant une trentaine d'experts aux compétences variées, parmi lesquels figurent Irstea et Futuribles. La mission a pris en compte différents contextes territoriaux pour élaborer cinq scénarios exploratoires à l’horizon 2030, volontairement contrastés et stylisés.

### Explore 2070
Explore 2070 est un projet ministériel réalisé sur la base du quatrième rapport d'évaluation du GIEC, qui s'est déroulé de juin 2010 à octobre 2012 et a mobilisé une centaine d'experts. Il avait pour objectifs de connaître les impacts du changement climatique sur les milieux aquatiques et sur la ressource en eau à l'horizon 2070 et d'élaborer et d'évaluer des stratégies d'adaptation dans le domaine de l'eau en déterminant les mesures les plus appropriées pour répondre aux défis identifiés tout en minimisant les risques encourus. Il s'agit du premier diagnostic à l'échelle du territoire national visant à apporter une vision systémique des impacts liés aux évolutions du cycle de l'eau et d'évaluer différentes stratégies d'adaptation. Son bilan, ses résultats et les premiers enseignements ont été dégagés le 24 mai 2013,.
Une suite du projet est financée par le Ministère de la transition écologique et l'Office international de l'eau (OIEau) à hauteur de 2,2 M€, le projet Explore 2, qui a pour objectif, d’ici 2024, d’actualiser les connaissances sur l’impact du changement climatique sur l’hydrologie à partir des dernières publications du GIEC, notamment le sixième rapport d'évaluation, mais aussi d'accompagner les acteurs des territoires dans la compréhension et l’utilisation de ces résultats pour adapter leurs stratégies de gestion de la ressource. Les résultats du projet seront mis à disposition sur un portail de services hydroclimatiques dédié à l’eau et développé sur le même modèle que le portail Drias, les futurs du climat, qui diffuse pour la France des informations climatiques régionalisées,,.

## Adaptation au changement climatique

### Niveau national

#### PNACC 1
Un Plan national d'adaptation au changement climatique (PNACC) a été établi en 2011, puis décliné en plans d'adaptation par bassin, comme celui de Loire-Bretagne publié en 2018, mais la déclinaison opérationnelle au niveau des projets n'est pas encore formellement entrée en vigueur. Le plan Loire-Bretagne indique par exemple qu'une possibilité d’adaptation réside dans la construction de retenues qui stockeraient l’eau en hiver (réserves de substituion donc), mais ajoute que l'incertitude qui pèse sur l'évolution des précipitations hivernales, ajoutées aux autres enjeux environnementaux, rend nécessaire la réalisation d’études d’impact détaillées.

#### PNACC 2
Le deuxième Plan national d’adaptation au changement climatique 2018-2021 (PNACC-2) est l’instrument de mise en œuvre de la politique nationale d’adaptation au changement climatique de la France. Il est présenté par le gouvernement français le 21 décembre 2018, après deux 
ans de concertation avec des représentants de la société civile, des collectivités territoriales, et de l’État.
Du côté de l'agriculture, la concertation nationale « Varenne de l’eau agricole et de l’adaptation au changement climatique » lancée le 28 mai 2021 devait aboutir au premier semestre 2022 à l’adoption d’une feuille de route pour l’adaptation de l’agriculture au changement climatique.

### Niveau des bassins

#### Études HMUC
Certains SDAGE ont mis en place de nouvelles démarches visant à mieux prendre en compte ce changement climatique. Il s'agit notamment des analyses Hydrologie Milieux Usage Climat (dites « analyses HMUC »), des outils spécifiques au bassin Loire-Bretagne, mais proches, dans leur contenu et leurs principes, des démarches développées dans d’autres bassins. Elles  ont été introduites dans le Sdage 2016-2021 comme démarche à mettre en œuvre par les territoires pour adapter localement le cadre fixé par le Sdage et notamment les conditions de prélèvements en basses eaux. Elles permettent notamment de disposer de l’ensemble des éléments techniques nécessaires à la définition des volumes prélevables de basses eaux au sens de l’article R. 211-21-1 du code de l'environnement modifié par le décret du 23 juin 2021 relatif à la gestion quantitative de la ressource en eau.

## Recherche et innovation

### Stratégie nationale pour la recherche
Prévue par la loi pour l’enseignement supérieur et la recherche du 22 juillet 2013, la stratégie nationale de recherche « France Europe 2020 » est publiée en 2015. Elle fixe les orientations prioritaires de recherche du pays pour répondre à dix défis sociétaux, identifiés en cohérence avec le nouveau programme de l'Union européenne pour la recherche et l’innovation Horizon 2020, et définit des programmes d’actions sur cinq enjeux thématiques nécessitant des actions coordonnées. Le défi n°1 « Gestion sobre des ressources et adaptation au changement climatique » concerne spécifiquement le domaine de l'eau. Cinq orientations de recherche sont associées à ce défi : suivi intelligent du système terre, gestion durable des ressources naturelles, évaluation et maîtrise du risque climatique et environnemental, éco et biotechnologies pour accompagner la transition écologique et le « laboratoire » littoral.
En 2021, une réorientation est donnée à la recherche française. Après l’échec français à découvrir rapidement un vaccin anti-Covid, Emmanuel Macron annonce, le 29 juin 2021, un plan d’investissement de l’ordre de 8 milliards d’euros dans le domaine de l’innovation en matière de santé pour faire de la France un leader européen à l’horizon 2030.

### Principaux acteurs

#### Agence nationale pour la recherche
L'Agence nationale de la recherche (ANR) est opérateur de l’État pour la gestion de France 2030 dans le champ de l’enseignement supérieur et de la recherche. Elle a pour mission « de gérer de grands Programmes d’investissements de l'État dans les domaines de l’enseignement supérieur et de la recherche (ESR), et de suivre leur mise en œuvre », conformément au décret portant organisation et fonctionnement de l’Agence. L'ANR a été désignée en 2010 comme opérateur de l’État pour les actions du Programme d'investissements d'avenir (PIA), puis confirmée en 2013 comme opérateur de l’État sur le deuxième programme, en 2017 sur le troisième et en 2021 dans le cadre de France 2030. À ce titre, l’Agence prend en charge l’organisation de la sélection, le conventionnement, le financement, le suivi, les audits, l’évaluation et l’impact des projets et des actions des programmes dans le champ de l'ESR.

#### Institut national de recherche pour l'agriculture, l'alimentation et l'environnement
L'institut national de recherche pour l'agriculture, l'alimentation et l'environnement (INRAE) est un organisme de recherche dédié à l'eau. Créé en 2020, il est issu de la fusion entre l'Institut national de la recherche agronomique (INRA) et l’Institut national de recherche en sciences et technologies pour l'environnement et l'agriculture (IRSTEA). Cet institut mène des recherches fondamentales et appliquées dans le domaine de l'eau, en particulier sur la gestion des ressources en eau, la qualité de l'eau et la protection des milieux aquatiques. Avec le CNRS et le BRGM il est en particulier copilote du programme et équipement prioritaire de recherche (PEPR) exploratoire « OneWater - Eau bien commun ». Lancé le 16 mars 2022, ce projet est doté d’un budget de 53 millions d’euros sur 10 ans, financé dans le cadre du PIA 4. Structuré en six défis scientifiques, il a vocation à mettre les recherches sur les ressources en eau au cœur de la transition durable des territoires,,,.

#### Bureau de recherches géologiques et minières
Le Bureau de recherches géologiques et minières (BRGM) est l’établissement public français de référence dans les applications des sciences de la Terre pour gérer les ressources et les risques du sol et du sous-sol. À ce titre, il est très impliqué dans la recherche dans le domaine de l'eau, notamment en ce qui concerne les eaux souterraines.

#### Centre national de la recherche scientifique
Les chercheurs et laboratoires du Centre national de la recherche scientifique sont impliqués dans de nombreux programmes internationaux où le sujet de l’eau y est primordial, comme Future Earth ou encore le Belmont Forum. Coté Européen, son expertise se tourne aussi sur la JPI Water et les cinq grandes « missions »  du nouveau programme cadre « Horizon Europe », dont quatre concernent de près ou de loin l’eau : Adaptation au changement climatique, Villes intelligentes et neutres en carbone, Santé des sols et alimentation, et bien sûr Santé des océans, des mers ainsi que des eaux côtières et continentales, rebaptisée  « Starfish ». À l’occasion de la Journée mondiale de l'eau, le CNRS lance en mars 2022 une cellule dédiée à l'eau.

## Information et formation dans le domaine de l'eau

### Information

#### Eaufrance, le service public d’information sur l’eau et les milieux aquatiques
EauFrance est un service public d’information sur l’eau et les milieux aquatiques. Il a pour but de faciliter l’accès à l’information publique dans le domaine de l’eau en France. Il comprend un grand nombre de portails dédiés à différents secteurs du domaine de l'eau :
- Gestion quantitative et qualitative de l'eau : ADES (eaux souterraines[113]), BNV-D Traçabilité (données de ventes de produits phytopharmaceutiques[114]), Hydroportail (données quantitatives sur les cours d'eau[115]), Naïades (relevés d'observation sur la qualité des cours d'eau et des plans d'eau[116]), Ondes (observatoire national des étiages[117]), Ponapomi (données et ressources documentaires sur les poissons migrateurs amphihalins de France métropolitaine[118]), Propluvia (consultation des arrêtés de restrictions d'eau[119]), qualité des rivières en RMC[120], Quadrige (informations publiques de l'environnement littoral[121]), Vigicrues (Service d'information sur le risque de crues des principaux cours d'eau en France[122]) ;
- Référentiels et méthodes : Aquaref (laboratoire national de référence pour la surveillance des milieux aquatiques[123]), BD Lisa (Base de Donnée des Limites des Systèmes Aquifères, le référentiel hydrogéologique[124]), Sandre (service d'admibistration nationale des données et réfétentiels sur l'eau[125]) ;
- Usages : Assainissement collectif[126], assainissement non collectif[127], BNPE (données sur les prélèvements en eau[128]), conchyliculture (portail national d’accès aux zones de production et de reparcage de coquillages[129]), eau potable (qualité de l’eau potable[130]), eaux de baignade[131], SISPEA (observatoire national des services d’eau et assainissement[132].
- Services et outils : data.eaufrance (données publiques sur l'eau[133]), Géotraitements (hub de services d'analyse spatiale[134]), glossaire[135], Hub'eau (un ensemble d'API d'accès au service d'information sur l'eau[136]), eau et diversité[137], SEEE (Système d’évaluation de l’état des eaux[138]), zones humides[139].
- Gestion : économie (aspects économiques de la gestion de l'eau[140]), Gest'eau (communauté des acteurs de gestion intégrée de l'eau[141]), rapportage (rapportage des données sur l'eau auprès de l'Union européenne[142]).
- Bassins : Adour-Garonne[143], Artois-Picardie[144], Loire-Bretagne[145], Rhin-Meuse[146], Seine-Normandie[147], Rhône-Méditerranée-Corse[148], Guyane[149], Guadeloupe[150], Martinique[151], La Réunion[152].

### Formation
Le secteur de l'eau est un secteur d'avenir pour l'emploi, occupant 124 000 salariés et présentant une perspective d'embauche de 13 000 personnes entre 2022 et 2025. De nouveaux métiers apparaissent et les formations se multiplient du CAP (certificat d'aptitude professionnelle) au doctorat BAC+8. Les principales activités du secteur de l'eau sont la protection, la surveillance et l'entretien du milieu naturel, l'alimentation, l'adduction et la distribution d'eau potable, mais aussi la gestion, le traitement et l'épuration des eaux usées. Voici une liste non exhaustive de quelques formations populaires dans ce domaine :
- le BTS Gestion et Maîtrise de l'Eau (GEMEAU), dispensé dans une quarantaine de lycées agricoles de France[153],[154] ou BTS métiers de l'eau[155] ;
- la licence professionnelle Gestion de l'eau et des milieux aquatiques ;
- la master Gestion de l'eau et des milieux aquatiques ;
- le master Sciences de l'Eau - Parcours Eau et Agriculture ;
- ingénieur Génie de l'Eau et Environnement (ENGEES)[156] ou ingénieur écologue[157].

De plus, il y a plusieurs centres de formation en France qui offrent des formations professionnelles et initiales dans la gestion de l'eau potable et le traitement des eaux usées.